# Marsac (Charente)
Marsac é uma comuna francesa na região administrativa da Nova Aquitânia, no departamento de Charente. Estende-se por uma área de 13,34 km². Em 2010 a comuna tinha 832 habitantes (densidade: 62,4 hab./km²).